# Pentrich
Pentrich – wieś w Anglii, w hrabstwie Derbyshire, w dystrykcie Amber Valley. Leży 17 km na północ od miasta Derby i 195 km na północny zachód od Londynu.